# スーパースターガールズ王座決定戦
スーパースターガールズ王座決定戦（スーパースターガールズおうざけっていせん）は、2019年に新設されたオートレースの競走の1つである。

## 概要
最強の女子レーサーの称号を掛け、女子選手によるトライアル戦を各レース場で実施し平均競走得点上位8名で、年末の「スーパースターフェスタ」初日に実施される。
ガールズ戦（予選・本戦）においては専用の勝負服を着用する。
現在、企画レースのため、優勝回数にはカウントされず勝利扱いとなる。
なお、スーパースターガールズ王座決定戦は「スーパースターシリーズ戦 平尾昌晃杯」の中に組まれた競走で、出場した女子選手はそのままスーパースターシリーズ戦に出場する。
賞金は、50万円。

## 出場選手選抜方法

### 対象選手
- 2022年の対象選手は、31期～35期女子選手21名

| 所属   | 選手名（31期） | 選手名（32期） | 選手名（33期）             | 選手名（34期）    | 選手名（35期）    |
| ------ | -------------- | -------------- | -------------------------- | ----------------- | ----------------- |
| 川口   | 佐藤摩弥       | 片野利沙       | ―                          | 信澤綾乃 本田仁恵 | 伊東玲衣 小椋華恋 |
| 伊勢崎 | ―              | 藤本梨恵       | 高橋絵莉子 田崎萌          | ―                 | 新井日和          |
| 浜松   | ―              | 岡谷美由紀     | 金田悠伽 交川陽子          | 桝崎星名          | 西翔子            |
| 飯塚   | ―              | ―              | 稲原瑞穂 吉川麻季 堂免沙弥 | ―                 | 木田こころ        |
| 山陽   | ―              | ―              | ―                          | 早川瑞穂 松尾彩   | ―                 |

### 日程
- 2022年のガールズトライアル戦は、下記の日程で実施

| -     | 各ステージ                                    | ステージ勝利者 |
| ----- | --------------------------------------------- | -------------- |
| 第1戦 | 浜松ステージ 2022年4月2日（土）               | 岡谷美由紀     |
| 第2戦 | 川口ステージ 2022年5月5日（祝）               | 交川陽子       |
| 第3戦 | 伊勢崎ステージ 2022年6月25日（土）※ナイター   | 高橋絵莉子     |
| 第4戦 | 浜松ステージ 2022年7月8日（金）               | 西翔子         |
| 第5戦 | 飯塚ステージ 2022年8月6日（土）※ナイター      | 金田悠伽       |
| 第6戦 | 山陽ステージ 2022年10月6日（木）※GII 若獅子杯 | 新井日和       |

### ガールズトライアル戦　競走得点決定方法
- ガールズトライアル戦競走得点決定方法は、天候等にかかわらず下記の着順位得点とタイム順位得点の合計得点により決定する

| 着   | 1着 | 2着 | 3着 | 4着 | 5着 | 6着 | 7着 | 8着 |
| 得点 | 8点 | 6点 | 5点 | 4点 | 3点 | 2点 | 0点 | 0点 |

| タイム | 1位  | 2位 | 3位 | 4位 | 5位 | 6位 | 7位 | 8位 |
| 得点   | 10点 | 8点 | 6点 | 4点 | 3点 | 2点 | 0点 | 0点 |

※平均競走得点算出方法：（トライアル戦得点－減点合計）÷完走回数＝平均競走得点 （小数点第1位までをもって表す。小数点第2位以下は切り捨て）
※平均競走得点が同点の場合は、2022年下期ランクの上位者を優先する
| 順位 | 選手名      | 所属   | 期別 | 平均競走得点 | 出場回数 | 浜松S | 川口S | 伊勢崎S | 浜松S | 飯塚S | 山陽S | 下期ランク |
| ---- | ----------- | ------ | ---- | ------------ | -------- | ----- | ----- | ------- | ----- | ----- | ----- | ---------- |
| 1    | 佐藤摩弥    | 川口   | 31期 | 16.0         | 2        | ―     | 16    | ―       | 16    | ―     | ―     | A-2        |
| 2    | 髙橋絵莉子  | 伊勢崎 | 33期 | 16.0         | 2        | ―     | ―     | 18      | ―     | 14    | ―     | A-190      |
| 3    | 岡谷美由紀  | 浜松   | 32期 | 16.0         | 2        | 18    | ―     | ―       | ―     | ―     | 14    | B-10       |
| 4    | 松尾彩      | 山陽   | 34期 | 11.0         | 3        | 14    | ―     | ―       | 13    | ―     | 6     |            |
| 5    | 稲原瑞穂    | 飯塚   | 33期 | 9.33         | 3        | 11    | ―     | 13      | ―     | 4     | ―     |            |
| 6    | 新井日和    | 伊勢崎 | 35期 | 9.0          | 2        | ―     | ―     | 0       | ―     | ―     | 18    |            |
| 7    | 金田悠伽    | 浜松   | 33期 | 8.50         | 4        | 2     | ―     | 7       | 7     | 18    | ―     |            |
| 8    | 田崎萌      | 伊勢崎 | 33期 | 8.00         | 3        | ―     | ―     | 5       | ―     | 8     | 11    |            |
| 9    | 本田仁恵    | 川口   | 34期 | 7.50         | 2        | ―     | 0 ※3  | ―       | 9     | ―     | 6     |            |
| 10   | 藤本梨恵    | 伊勢崎 | 32期 | 7.0          | 2        | ―     | ―     | 10      | ―     | 4 ※5  | ―     |            |
| 11   | 西翔子      | 浜松   | 35期 | 6.67         | 3        | 8     | ―     | 0       | 12    | ―     | ―     |            |
| 12   | 桝崎星名    | 浜松   | 34期 | 5.33         | 3        | 5     | ―     | 8       | ―     | 3     | ―     |            |
| 13   | 伊東玲衣    | 川口   | 35期 | 3.0          | 2        | ―     | 6     | ―       | 0     | ―     | ―     |            |
| 14   | 交川陽子    | 浜松   | 33期 | 2.33         | 3        | -6 ※1 | 10 ※2 | ―       | ―     | 3     | ―     |            |
| 15   | 早川瑞穂    | 山陽   | 34期 | 3            | 3        | 3     | 4     | ―       | ―     | ―     | 0     |            |
| 16   | 片野利沙    | 川口   | 32期 | 1.33         | 3        | ―     | -6 ※4 | ―       | 4     | ―     | 6     |            |
| 17   | 小椋華恋    | 川口   | 35期 | 1.0          | 2        | ―     | 8     | ―       | ―     | ―     | -6 ※6 |            |
| ―    | 信澤綾乃 ※7 | 川口   | 34期 | 11.0         | 1        | ―     | 11    | ―       | ―     | ―     | ―     |            |
| ―    | 堂免沙弥    | 飯塚   | 33期 | ―            | ―        | ―     | ―     | ―       | ―     | ―     | ―     |            |
| ―    | 吉川麻季    | 飯塚   | 33期 | ―            | ―        | ―     | ―     | ―       | ―     | ―     | ―     |            |
| ―    | 木田こころ  | 飯塚   | 35期 | ―            | ―        | ―     | ―     | ―       | ―     | ―     | ―     |            |

- ※1：反則妨害の為、マイナス6点
- ※2：試走戒告の為、マイナス3点
- ※3：自己の責に帰さない理由により未完走の為、平均競走得点算出回数への算入なし
- ※4：妨害故障の為、マイナス6点
- ※5：フライングのためマイナス6点、走行注意のためマイナス1点
- ※6：外線突破の為、マイナス6点
- ※7：ガールズトライアル戦において2回以上出走していない為、SSガールズ王座決定戦に出場できないものとする

### 「スーパースターガールズ王座決定戦」出場資格
- ガールズトライアル戦平均競走得点上位者8名が、スーパースターガールズ王座決定戦に出場

※｢SGスーパースター王座決定戦 トライアル戦｣の出場権利がある場合は、そちらを優先する

### 「スーパースターガールズ王座決定戦」出場選手
- 1位：佐藤摩弥（川口）
- 2位：髙橋絵莉子（伊勢崎）
- 3位：岡谷美由紀（浜松）※欠場
- 4位：松尾彩（山陽）
- 5位：稲原瑞穂（飯塚）
- 6位：新井日和（伊勢崎）
- 7位：金田悠伽（浜松）※欠場
- 8位：田崎萌（伊勢崎）
- 補欠1位：本田仁恵（川口）※繰り上げ
- 補欠2位：藤本梨恵（伊勢崎）※繰り上げ

※選考順位3位の岡谷美由紀と選考順位7位の金田悠伽は、共に私病のため欠場となり、補欠1位の本田仁恵と補欠2位の藤本梨恵が繰り上がりで出場となった

## 過去の勝利者
| 回数  | 開催日         | 開催場             | 勝利者   | 年齢（当時） | 競走タイム | 競走車呼名    | 競走車車名 |
| ----- | -------------- | ------------------ | -------- | ------------ | ---------- | ------------- | ---------- |
| 第1回 | 2019年12月27日 | 川口オートレース場 | 片野利沙 | 26           | 3.452      | リサマックス2 | セア       |
| 第2回 | 2020年12月27日 | 川口オートレース場 | 田崎萌   | 27           | 3.424      | Yナカマタチ   | セア       |
| 第3回 | 2021年12月27日 | 川口オートレース場 | 片野利沙 | 28           | 3.431      | リサマックス4 | セア       |
| 第4回 | 2022年12月27日 | 川口オートレース場 | 佐藤摩弥 | 30           | 3.387      | Pタン3        | セア       |

## エピソード
- 2020年6月6日に飯塚オートレース場で開催予定だったガールズトライアル第4戦は、新型コロナウイルス感染症拡大防止を考慮し、選手の東・西交流をなくし、居住地を起点に周辺競走場への出場あっせんを同年5月3日より当面の間実施[7]。それに伴い、あっせん可能な女子選手が不足するため中止を決定した[8]。
- 2020年7月14日に飯塚オートレース場で開催予定だったガールズトライアル第5戦は、新型コロナウイルス感染症拡大防止を考慮し、選手の東・西交流をなくし、居住地を起点に周辺競走場への出場あっせんを7月度も引き続き実施[9]。それに伴い、あっせん可能な女子選手が不足するため中止を決定した[10]。
- 2020年10月13日、当初ガールズトライアル戦は第7戦まで予定されていたが、第4戦・第5戦が新型コロナウイルスの影響で中止になった代わりに第8戦の追加を発表。これにより、同年10月14日～18日に山陽オートレース場にて開催されるGII若獅子杯争奪戦の初日(10月14日)に第7戦、2日目(10月15日)に第8戦が実施された[11][注 2]。
- 2021年3月、ガールズ戦のシンボルとして認知度アップのため、女子レーサーがオーバルを走る姿をイメージした専用ロゴマークを制作し、トライアル戦・ガールズ王座決定戦出場時に着用する専用勝負服及び告知CMに使用する[12]。また、ガールズ戦の認知度アップのため、各ステージ開催毎にCMにて告知を実施。ナレーションは声優の豊田萌絵を起用[12]。
- 過去2大会のガールズ王座決定戦ではハンデレースで行われていたが、2021年大会では10mオープン戦[注 3]で行われた[13][14]。